# Закарія Абухляль
Закарія Абухляль (нід. Zakaria Aboukhlal, нар. 18 лютого 2000, Роттердам) — нідерландський футболіст лівійсько-марокканського походження, нападник французької «Тулузи» і національної збірної Марокко.

## Клубна кар'єра
Народився 18 лютого 2000 року в нідерландському місті Роттердам в родині лівійця і марокканки. Він переїхав до Марокко незабаром після свого народження, але у віці трьох років повернувся до Нідерландів, де виріс у Горінхемі, де і розпочав займатись футболом у місцевих командах «Унітас» та «Раптім», перш ніж бути прийнятим до молодіжної академії «Віллема II» у 2009 році.
У липні 2017 року Абухляль перейшов у ПСВ, де теж спочатку грав за молодіжну команду, а 17 серпня 2018 року дебютував у професійному футболі, зігравши за резервну команду «Йонг ПСВ» у матчі Еерстедивізі проти «Ейндговена» (2:1). Загалом у своєму першому сезоні зіграв 24 рази за резервістів і забив дев'ять голів у другому нідерландському дивізіоні. У тому ж сезоні 2018/19 Абухляль зіграв і свій перший матч у основній команді, коли 12 травня 2019 року на 80-й хвилині він вийшов на заміну Коді Гакпо в грі Ередивізіна проти АЗ (0:1).
У серпні 2019 року, провівши лише два матчі за першу команду ПСВ, Абухляль за 2 мільйони євро був придбаний клубом АЗ, підписавши угоду на 4 роки. У новій команді теж не був основним гравцем, тому паралельно виступав і за резервну команду. Згодом виборов конкуренцію за місце в основі і загалом за три сезони відіграв за головну команду клубу з Алкмара 70 матчів у національному чемпіонаті.
Влітку 2022 року за 2 мільйони євро перейшов до французької «Тулузи», з якою уклав чотирирічний контракт.

## Виступи за збірні
2016 року дебютував у складі юнацької збірної Нідерландів (U-16), а наступного року з командою до 17 років став учасником юнацького чемпіонату Європи у Хорватії, дійшовши з командою до чвертьфіналу. Загалом на юнацькому рівні взяв участь у 34 іграх, відзначившись 12 забитими голами.
2020 року вирішив на рівні національних команд захищати кольори історичної батьківщини і 2020 року дебютував в офіційних матчах за національну збірну Марокко.
У складі збірної був учасником Кубка африканських націй 2021 року в Камеруні, де виходив на поле у чотирьох іграх і відзначився одним забитим голом.
| Дата       | Місто      | Господарі                        | Результат  | Гості                            | Турнір                                      | Голи | Примітки |
| ---------- | ---------- | -------------------------------- | ---------- | -------------------------------- | ------------------------------------------- | ---- | -------- |
| 12-11-2020 | Касабланка | Марокко                          | 4 – 1      | Центральноафриканська Республіка | Відбір до Кубка африканських націй 2021     | 1    | 59'      |
| 17-11-2020 | Дуала      | Центральноафриканська Республіка | 0 – 2      | Марокко                          | Відбір до Кубка африканських націй 2021     | -    | 78'      |
| 12-6-2021  | Рабат      | Марокко                          | 1 – 0      | Буркіна-Фасо                     | товариський матч                            | -    | 61'      |
| 2-9-2021   | Рабат      | Марокко                          | 2 – 0      | Судан                            | Відбір до ЧС 2022                           | -    | 78'      |
| 12-10-2021 | Конакрі    | Гвінея                           | 1 – 4      | Марокко                          | Відбір до ЧС 2022                           | -    | 86'      |
| 16-11-2021 | Рабат      | Марокко                          | 3 – 0      | Гвінея                           | Відбір до ЧС 2022                           | -    | 85'      |
| 10-1-2022  | Яунде      | Марокко                          | 1 – 0      | Гана                             | Кубок африканських націй 2021 - 1-й етап    | -    | 90'      |
| 14-1-2022  | Яунде      | Марокко                          | 2 – 0      | Коморські Острови                | Кубок африканських націй 2021 - 1-й етап    | 1    | 65'      |
| 25-1-2022  | Яунде      | Марокко                          | 2 – 1      | Малаві                           | Кубок африканських націй 2021 - 1/8 фіналу  | -    | 88'      |
| 30-1-2022  | Яунде      | Єгипет                           | 2 – 1 д.ч. | Марокко                          | Кубок африканських націй 2021 - чвертьфінал | -    | 104'     |
| 13-6-2022  | Касабланка | Ліберія                          | 0 – 2      | Марокко                          | Відбір до Кубка африканських націй 2023     | -    | 66' 78'  |
| Усього     |            | Матчів                           | 11         |                                  | Голів                                       | 2    |          |

## Титули і досягнення
- Володар Кубка Франції: 2022-23